# Reina Torres de Araúz
Reina Torres de Araúz (* 30. Oktober 1932  in Panama-Stadt; † 26. Februar 1982 ebenda) war eine panamaische Anthropologin und Ethnographin.

## Leben
Reina Torres de Araúz legte die Reifeprüfung an einem Mädchengymnasium ab und besuchte dann das National Institute in Panama-Stadt. Anschließend studierte sie Anthropologie und Philosophie an der Universidad de Buenos Aires, wo sie 1963 mit einer Dissertation über die panamaische und kolumbianische Kultur promovierte.

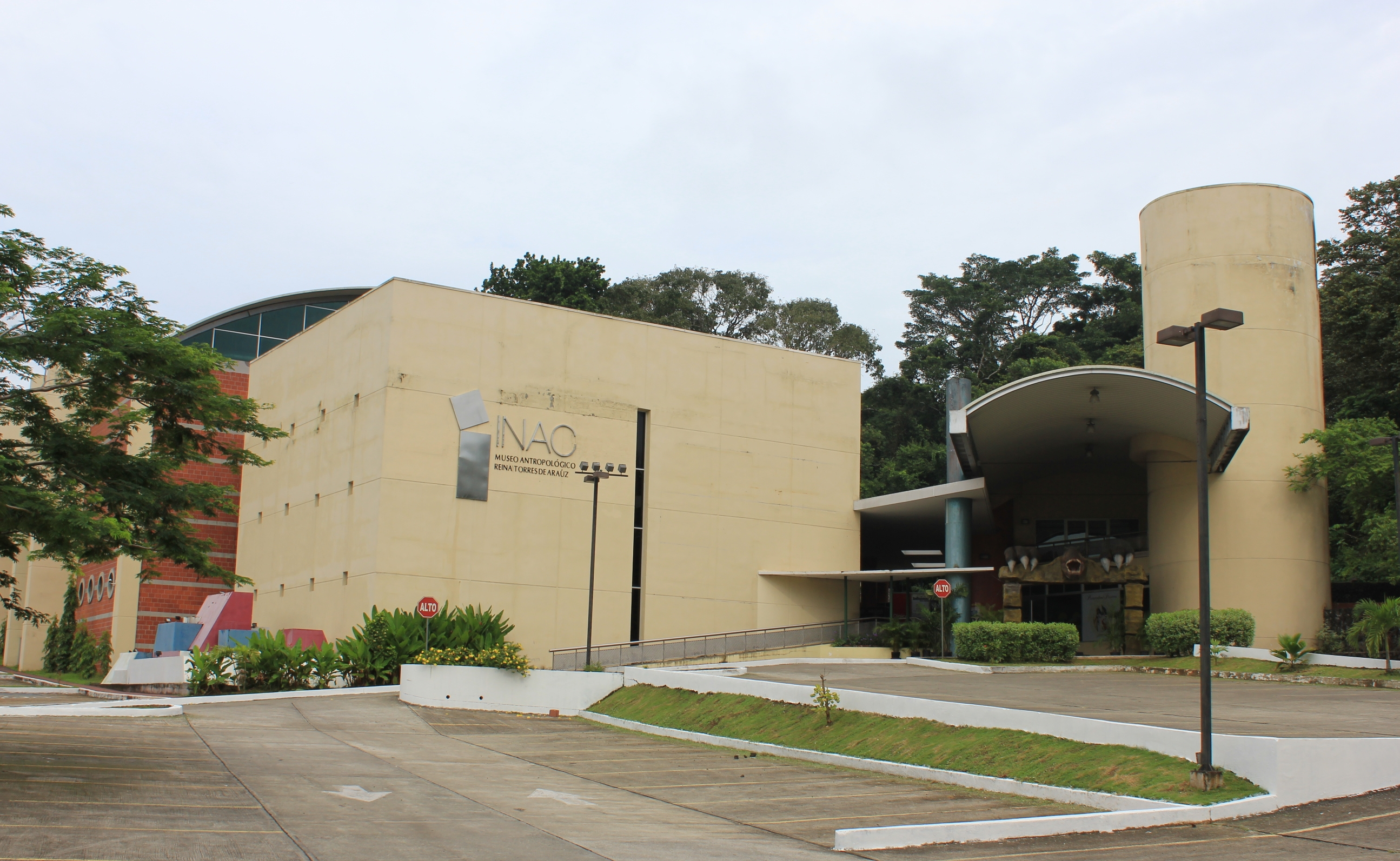
Anthropologisches Museum Reina Torres de Arauz in Panama-Stadt

De Araúz spezialisierte sich auf die indigenen Völker Panamas. In Feldstudien dokumentierte sie die Eigentümlichkeiten der Volksstämme, ihre rituellen Handlungen und die Kultur. 1958 traf Reina Torres de Araúz den Anthropologen Amado Araúz, während sie die indigenen Völker der Provinz Darién erforschte. Das Paar heiratete am 30. Dezember 1959 und bekam drei Kinder. Schon bald nach der Hochzeit reisten sie mit der „Trans-Darién Expedition“ fast fünf Monate durch den Dschungel von Darién und das kolumbianische Departamento del Chocó.
Sie wurde Professorin für Anthropologie am National Institute und später an der Universität Panama. Dort gründete sie das Zentrum für anthropologische Forschung und regte die Gründung einer nationalen Kommission für Archäologie und Denkmale an. Die Arbeit der Kommission bildete die Grundlage für das nationale Kulturgut des Landes. Sie wurde dem Nationalen Institut für Kultur angegliedert, das De Araúz mehr als zehn Jahre leitete. In dieser Zeit war sie für das historische Erbe Panamas zuständig und setzte sich für das Gesetz Nr. 14 vom 5. Mai 1982 ein, das den Schutz des nationalen Kulturgutes regelte.

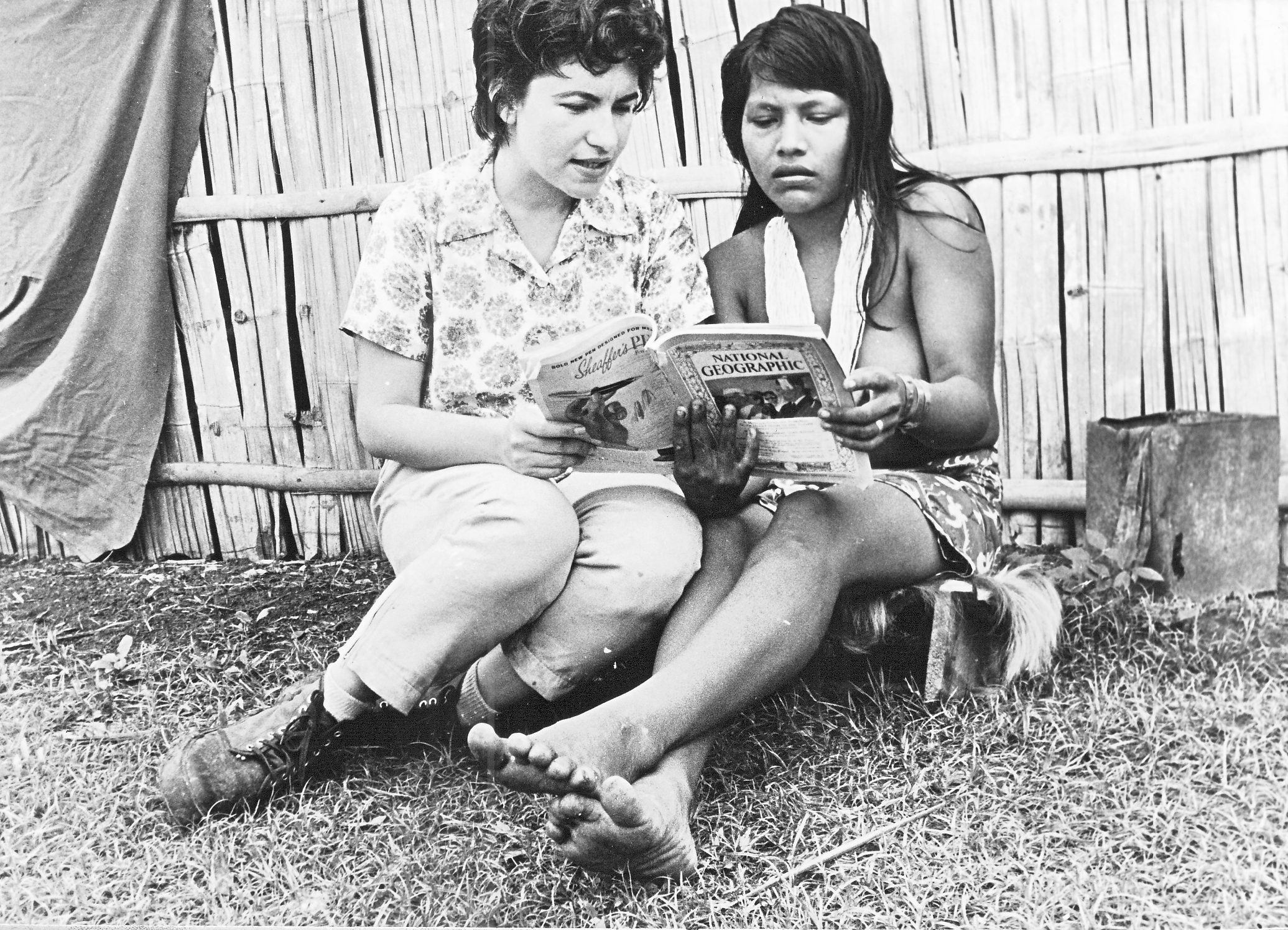
De Araúz während der Trans-Darién-Expedition

De Araúz wurde zur Vizepräsidentin des World Heritage Committee der UNESCO gewählt und arbeitete außerdem für das Technical Committee on Culture der UNESCO. 1974 wurde sie Vollmitglied der panamaischen Akademie für Geschichte. Sie war die erste Frau, der diese Ehre zuteilwurde. Außerdem trieb sie die Gründung mehrerer panamaischer Museen voran, darunter das Museo del Parque Arqueologico El Caño in der Provinz Coclé, das Museo de la Nacionalidad de la Heroica Villa de Los Santos, das Museo de Arte religioso colonial, das West Indian Museum, das Naturkundemuseum und das Geschichtsmuseum in Panama.
De Araúz prangerte immer wieder die illegalen Grabungen an archäologischen Fundstätten indigener Kulturen an. Sie schrieb mehrere amerikanische Museen an und verlangte die Rückgabe archäologischer Funde an Panama. Zwei Jahre nach der Unterzeichnung der Torrijos-Carter-Verträge ordnete der US-amerikanische Gouverneur der Panamakanalzone, Harold Parfitt, an, dass die Lokomotive 299 als Teil der ersten transkontinentalen Eisenbahnstrecke (Panama Canal Railway) an das Industriemuseum in Paterson (New Jersey) gehen sollte. Die Lokomotive war zuvor in den Torrijos-Carter-Verträgen zum Bestandteil des nationalen Erbes Panamas deklariert und die Schenkung im Jahr zuvor abgelehnt worden. De Araúz war über die Verschiffung so verärgert, dass sie den Behörden der Panamakanalzone in einem Brief eine „abscheuliche Verletzung“ aller Regeln zum Schutz von Kulturgütern vorwarf.
Anfang der 1980er Jahre starb ihr ältester Sohn Oscar an einer Krebserkrankung. Nur kurz danach erhielt De Araúz die Diagnose Brustkrebs. Sie starb am 26. Februar 1982 im Alter von 49 Jahren. Bis zuletzt arbeitete sie und wählte Exponate für das Museum von Chitre aus. Außerdem schrieb sie noch das Buch The New Edinburgh Darien, dessen Veröffentlichung sie nicht mehr erlebte.

## Ehrungen
Das Anthropologische Museum in Panama-Stadt ist nach Reina Torres de Araúz benannt.

## Schriften (Auswahl)
- Los Indios Cuna de Tierra Firme. Panama 1960
- Estudio etnológico e histórico de la cultura chocó. Centro de Investigaciones Antropológicos de la Universidad de Panamá, Panama 1966
- mit Otilia Arosemena de Tejeira: La mujer en la vida panameña. Impreso en la Editorial de la Universidad de Panamá, Panama 1966
- Demographic characteristics of human groups inhabiting the eastern region of the Republic of Panama. Battelle Memorial Institute, Columbus 1968
- La balsería deporte indígena. Instituto Nacional de Cultura y Deportes, Panama 1972
- Natá prehispánico. Centro de Investigaciones Antropológicas, Universidad de Panamá, Panama 1972
- Arte precolombino de Panamá.Instituto Nacional de Cultura, Panama 1972
- Etnohistoria Cuna: tesis presentada para la investidura formal como Académica de la Historia (miembro de número). Instituto Nacional de Cultura, Panama 1974
- Darién: etnoecología de una región histórica. Instituto Nacional de Cultura, Panama 1975
- mit Marcia A de Arosemena; J Conte Porras: Antologia de la ciudad de Panama. Inac, Panama 1977
- mit Laura Laurencich Minelli: Arte precolombiana: Costa Rica, Panama. Istituto italo-latino americano, Rom 1977
- Historia del arte panameño. Instituto Nacional de Cultura, Panama 1979